# Галактіон (Кордун)
Галактіон Кордун (рум. Galaction Cordun; 30 серпня 1883, село Брехуєшть, жудець Ботошань, Румунія — 8 липня 1959, Спасо-Преображенський монастир (Слетіоара), жудець Сучава, Румунія) — перший предстоятель неканонічної Православної старостильної церкви Румунії з титулом «архієпископ і митрополит Традиційної Православної Церкви Сходу».

## Біографія
У 1911 році закінчив Одеську духовну семінарію. На той час мав сан ієродиякона. Потім вступив на третій курс Санкт-Петербурзької духовної академії, яку закінчив в 1915 році зі ступенем магістра богослів'я.
Духовну освіту завершив в Чернівецькому університеті, де був удостоєний ступеня доктора богослів'я. Навчаючись в Чернівцях, познайомився і встановив добрі стосунки з майбутнім Патріархом Болгарським Кирилом Марковим, що навчався там же.
Повернувшись до Румунії напередодні Першої Світової війни, був висвячений в сан ієромонаха і призначений кліриком Бухарестського кафедрального собору. Незабаром після хіротонії він був зведений в сан архімандрита.
У січні 1917 року був заарештований німецькою окупаційною владою за звинуваченням у антинімецькій діяльності і через декілька місяців висланий до Болгарії. Після закінчення війни повернувся до Румунії.
У 1923-1926 роки служив священиком на румунських залізницях. Розгорнув значну роботу серед робітників і посадових осіб залізниці. На фінансові кошти, що виділялися Румунською залізницею, було видано 64 друкованих видань, книг, проповідей, трактатів, перекладів і оригінальних творів.
У 1932 році призначений великим екклесіархом патріаршого собору в Бухаресті. Успішно поєднував церковно-адміністративне служіння з науковою роботою; так на початку 1930-х років з-під його пера вийшло дослідження із сектознавства «Прояви юдаїзму у віровченні адвентистів».
31 березня 1935 року рішенням Священного Синоду Румунської православної церкви обраний вікарним єпископом Римніцько-Северинської єпархії.
27 березня того ж року відбулася його хіротонія в єпископа Крайовського, вікарія Римніцько-Северинської єпархії.
Хіротонію здійснили: єпископ Римніцький і Ново-Северинський Варфоломій Стенеску, єпископ Констанський Геронтій Ніколау і єпископ Американський Полікарп Морушка.
У тому ж 1935 році призначений Секретарем Священного Синоду Румунської православної церкви.
У вересні 1940 року стає духівником румунської королівської сім'ї, що не передбачало іншого церковно-адміністративного навантаження.
Не пізніше 1944 був обраний настоятелем Нямецької лаври — одного з найбільших монастирів Румунії.
Прихід до влади в Румунії комуністів поставив хрест на церковній кар'єрі єпископа Галактіона.
Похований в Слатіоарському монастирі.
У 1947 році єпископа Галактіона відвідала делегація представників румунського старостильного розколу, яка запропонувала йому очолити «Румунську православну старостильну церкву». Позбавлений можливості подальшого кар'єрного росту в канонічній церкві, єпископ Галактіон дав свою попередню згоду, але головною своєю умовою висунув підготовку для нього відповідних умов проживання та утримання.
Через вісім років румунські старокалендарісти закінчили будівництво Слатіоарського Спасо-Преображенського монастиря, що включав корпус для проживання митрополита. Навесні 1955 року вони знову попрямували до єпископа Галактіона, який 5 квітня того ж року приєднався до Румунської православної старостильної церкви і прийняв на себе керівництво цією організацією, присвоївши собі титул архієпископа-митрополита.
Особисте знайомство з патріархом Кирилом давало йому надію на визнання очолюваної ним неканонічної юрисдикції. У своїх посланнях він позиціонував себе поборником церковних традицій і висловлював надію на дієву допомогу з боку Болгарської православної церкви, що дотримувалася старого календаря. Однак патріарх Кирило відмовився від заступництва розколу в Румунській православній церкві.
У 1956 році порушуючи перше правило святих апостолів, одноосібно висвятив архімандрита Євлогія Оца в єпископа. Незабаром після цього було проведено цілий ряд архієрейських хіротоній.
Помер 8 липня 1959 року і був похований в Спасо-Преображенському Слатіоарському монастирі.